# 西村貞二
西村 貞二（にしむら ていじ、1913年11月20日 - 2004年3月15日）は、日本の西洋史学者。東北大学名誉教授。兄はイギリス文学者西村孝次で、従兄に文芸評論家小林秀雄。

## 来歴
京都生まれ。1937年東京帝国大学文学部西洋史学科卒業。東北大学文学部助教授、教授を務め、1977年定年退官し名誉教授。
ルネサンス期を専門とし、近世・近代ヨーロッパの歴史家でも、伝記研究・訳書を多く出版した。

## 著書
- 『歴史』（目黒書店、文化科学選書） 1946
- 『ルネサンス精神史序説』（生活社） 1947
- 『フンボルト』（有斐閣） 1959
- 『教養としての世界史』（講談社現代新書） 1966
- 『現代ドイツの歴史学』（未來社） 1968
- 『神の国から地上の国へ 大世界史 第10巻』（文藝春秋） 1968
  - 改版『ルネサンスと宗教改革』（講談社学術文庫） 1993
- 『マキアヴェリ その思想と人間像』（講談社） 1969
- 『歴史から何を学ぶか』（講談社現代新書） 1970
- 『レオナルド=ダ=ヴィンチ　ルネサンスと万能の人』（清水書院、Century Books 人と思想） 1971、新装版 2017 - 各・新書判
- 『現代ヨーロッパの歴史家』（創文社） 1977、のち講談社「創文社オンデマンド叢書」2023 - 電子書籍で再刊
- 『歴史観とは何か』（第三文明社、レグルス文庫） 1977 - 新書判
- 『マキアヴェリズム』（第三文明社、レグルス文庫） 1978、講談社学術文庫 1991
- 『マキアヴェリ』（清水書院、Century books 人と思想） 1980、新装版 2016
- 『マイネッケ』（清水書院、Century books 人と思想） 1981、新装版 2016
- 『悪人が歴史をつくる』（中央公論社） 1984
- 『ヴェーバー、トレルチ、マイネッケ ある知的交流』（中公新書） 1988
- 『フンボルト』（清水書院、Century books 人と思想） 1990、新装版 2015
- 『トレルチの文化哲学』（南窓社、キリスト教歴史双書） 1991
- 『ブルクハルト』（清水書院、Century books 人と思想） 1991、新装版 2015
- 『世界史物語 ビジュアル版』（講談社） 1992
  - 改訂版『1冊で読む 世界の歴史』（角川ソフィア文庫） 2022、電子書籍も刊
- 『小林秀雄とともに』（求龍堂） 1994
- 『リッター』（清水書院、Century books 人と思想） 1995、新装版 2015
- 『歴史学の遠近』（東北大学出版会、同・叢書） 1997 - 選書判での随想集

### 共編
- 『新稿西洋史』（池田哲郎・村岡晢と共編、文理図書出版社） 1954
- 『西洋史要』（池田哲郎・村岡晢、文理図書出版社） 1959

## 翻訳
- 『近代ヨーロッパ史 世界史の成立』（ブランデンブルク、冨山房） 1943
- 『歴史哲学論文集』（ウィルヘルム・フンボルト、創元社） 1948
- 『人類の教育』（レッシング、創元社） 1949
- 『人間の諸問題』（フンボルト、創元社） 1950
- 『近代世界とプロテスタンティズム』（エルンスト・トレルチ、創元社） 1950
- 『ヨーロッパ精神の構造 ドイツ精神と西欧』（トレルチ、みすず書房） 1952
  - 改訂『ドイツ精神と西欧』（筑摩書房、筑摩叢書） 1970、新版 1985
- 『アウグスティヌス キリスト教的古代と中世』（トレルチ、新教出版社） 1952、のち新書判 2008
- 『権力思想史 近世の政治的思惟における権力問題の歴史および本質に関する考察』（ゲルハルト・リッター、みすず書房） 1953
- 『ドイツのミリタリズム』（リッター、未來社） 1963
- 『宗教改革の世界的影響』（リッター、新教出版社） 1967
- 『ルネサンスと宗教改革 15・6世紀における人間の把握と分析』（ヴィルヘルム・ディルタイ、創文社） 1978、のち創文社オンデマンド叢書 2023（電子書籍）

## 論文
- <西村貞二